# رایانش ابری سیار

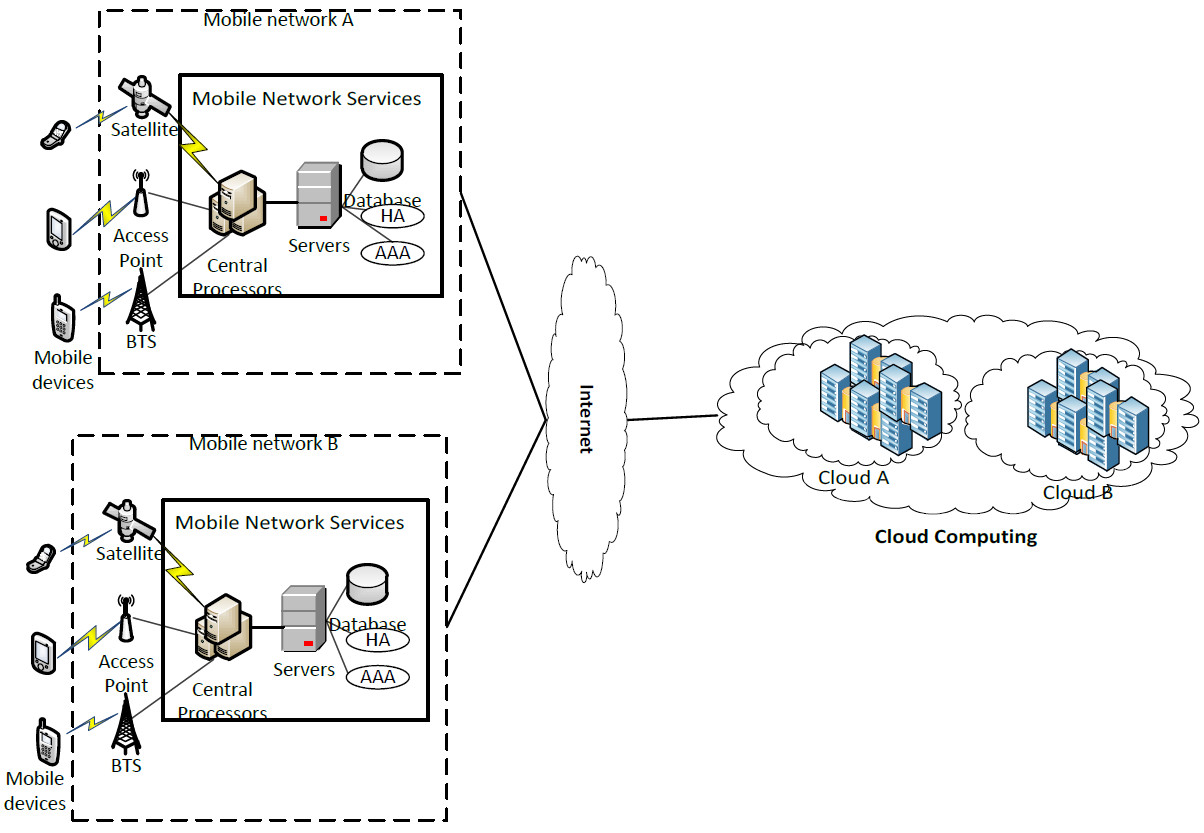
رایانش ابری سیار

رایانش ابری موبایل ترکیبی از رایانش ابری، رایانش موبایل و شبکه‌های بی‌سیم است که با یکدیگر ادغام شده‌اند و منابع غنی محاسباتی برای کاربران موبایل فراهم کرده‌است. هدف اصلی رایانش ابری موبایل، اجرای اپلیکیشن‌های قوی موبایل روی تعداد زیادی از وسایل موبایل است. با توجه به محدودیت منابع، این وظایف به چالش‌هایی برای اجرای بر روی دستگاه‌های تلفن همراه مواجه می‌شوند و انتقال وظایف به ابر به عنوان راه حلی برای این مشکل پیشنهاد شده‌است. رایانش ابری موبایل برای انتقال، پردازش و به اشتراک گذاری برنامه‌ها و منابع ایجاد می‌شود، برای استفاده از خدمات ابری ارتباط بین دستگاه‌های موبایل و ابر از طریق واسط‌های بی‌سیم انجام می‌شود، بنابراین چالش‌های امنیتی و حفظ حریم خصوصی ایجاد می‌شود

## آیا اپ‌های موبایل به رایانش ابری نیاز دارند؟
همان‌طور که گفتیم اپ‌های امروزی بسیار پیچیده‌تر و سنگین‌تر از سال‌های قبل هستند. به‌عنوان مثال اپلیکیشن‌های حوزه بانکی، خدمات مالی و بیمه (BFSI) یا تجارت الکترونیک برای انجام عملیات حساسی مانند احراز هویت، مدیریت درگاه‌های پرداخت ایمن، قابلیت‌های مبتنی بر مکان، ارائه محتوای هدف‌مند و دیگر موارد مشابه به پردازش سنگین نیاز دارند. انجام این عملیات، منابع محاسباتی زیادی از جمله پردازنده اصلی، حافظه و فضای ذخیره‌سازی را مصرف می‌کند. گوشی‌های موبایل جدید و پیشرفته مانند گوشی‌های پرچمدار معمولاً می‌توانند این منابع را در اختیار برنامه‌ها قرار دهند اما محصولات میان‌رده و اقتصادی یا گوشی‌های قدیمی چنین توانی را ندارند.
اینجاست که Mobile Cloud Computing می‌تواند اپلیکیشن و کاربران شما را نجات دهد. توسعه معماری مبتنی بر MCC به اپلیکیشن شما امکان اجرای روان روی تمام دستگاه‌ها، از جمله محصولات نسبتاً ضعیف یا قدیمی را می‌دهد. در واقع شما بار پردازش را از روی سخت‌افزار دستگاه نهایی برداشته و به پلتفرم کلاد منتقل می‌کنید. با استفاده از این روش و توسعه و به‌روزرسانی اپلیکیشن‌های موبایل بر بستر کلاد و عرضه آنها روی دستگاه‌های نهایی، عملکرد اپ شما بهبود قابل توجهی پیدا می‌کند.

## انواع پلتفرم‌های رایانش ابری سیار
انتخاب نوع پلتفرم MCC کاملاً به نیازهای شما و خدماتی که می‌خواهید در اختیار کاربران خود قرار دهید بستگی دارد. در حال حاضر می‌توان انواع پلتفرم‌های رایانش ابری سیار را به دو دسته زیر تقسیم‌بندی کرد:

### معماری عمومی رایانش ابری سیار (General Purpose MCC)
در معماری یا راهکار عمومی رایانش ابری سیار (GPMCC) از منابع محاسباتی کلاد برای بهبود عملکرد گوشی موبایل استفاده می‌شود. این راهکار، پردازش عملیات سنگینی مانند تشخیص گفتار، پردازش تصویر، پردازش ویدیو و دیگر موارد را به زیرساخت رایانش ابری منتقل می‌کند.

### معماری اختصاصی رایانش ابری سیار (Application Specific MCC)
در معماری یا راهکار اختصاصی رایانش ابری سیار (ASMCC) از رایانش ابری سیار برای بهبود عملکرد اپلیکیشن‌های خاص استفاده می‌شود. این اپلیکیشن‌ها به توان پردازشی زیادی نیاز دارند و اگر بخشی از خدمات آنها بر بستر کلاد انجام شود، کارایی بهتری خواهند داشت. به‌عنوان مثال کلاینت‌های ایمیل و اپلیکیشن‌های استریم ویدیو با راهکار ASMCC بهتر اجرا می‌شوند.